# Фортеця Філ
Фортеця Філ (дав.-гр. Φυλή) — фортеця, побудована в часи давньої Аттики в VI ст. до н. е. на крутій скелі над проходом через гору Парніта, де пролягає дорога між Фівами та Афінами.

## Історія
Філ була міцною фортецею, розташованою на крутій скелі над вузьким проходом через гору Парніта, через який проходить пряма дорога від Фіви до Афін. З північної сторони перевалу розташовувалась Танагра. Філ розташований на відстані понад 120 стадій від Афін і був однією з найсильніших афінських фортець на кордоні з Беотією. До скелі, на якій розташована фортеця, можна підійти лише хребтом зі східної сторони. Призначення фортеці полягало у контролі дороги від нападу розбійників та рейдів ворожої сторони та вона не пристосована для довготривалого накопичення військ та довгої оборони.
В історії ця фортеця відома як така, яку захопив Фрасибул та вигнанці з Афін в 404 р. до н. е., і звідки вони розпочали свої дії проти Тридцяти тиранів. Розташування фортеці високо на скелі зумовило чудовий огляд всієї афінської рівнини, Афін, гори Іметт та Саронічної затоки. У фортеці була будівля під назвою Дафнефореон, яка містила картину, яка зображала Таргелії. Фортеця розташована в межах сучасного передмістя Афін — Філі.

## Архітектура

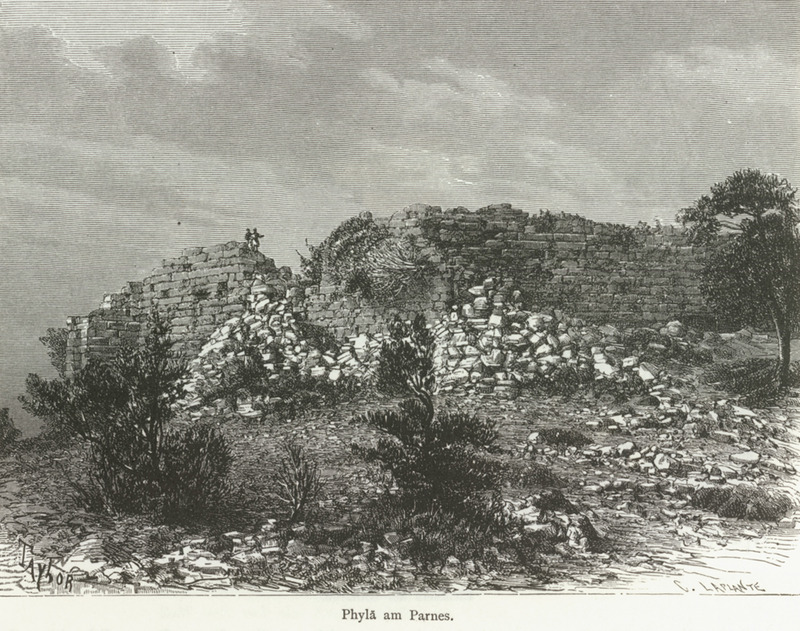
Зображення фортеці 1887 р.

Фортеця неправильної еліптичної форми розміром 30 на 95 м і загальним периметром стін в 260 м, а її площа складає 0,3 — 0,4 га. Стіни фортеці побудовані з каменю та проходять по периметру вершини пагорба на північній, східній та південній сторонах, а в західній та південно-західній частині фортеці стіни відсутні. Кладка стін фортеці схожа на аналогічну на північній стіні Мессіні. Зі східної сторони розташовувались нині зруйновані головні ворота фортеці. Менші ворота з південної сторони частково збереглися. У фортеці було чотири вежі (три з яких квадратні, а одна кругла), розташовані на зовнішньому периметру стін. Кругла вежа, розташована з найважливішої північної сторони, має діаметр 6 метрів. Від веж вели проходи на стіни, захищені парапетом завтовшки 48 см та висотою 160 см. До двох веж з внутрішньої сторони фортеці вели сходи. Масивні камені, з яких складена фортеця були розмірами 50 х 240 х 48 см.
В середині фортеці збереглися руїни інших будівель.